# Alfred Dreier
Alfred Dreier (* 20. Januar 1940 in München; † 16. Februar 2011 in Erding) war ein deutscher Jurist und Kommunalpolitiker (CSU).

## Werdegang
Dreier wurde in München geboren und kam im Alter von zehn Jahren nach Erding. Nach Studium der Rechtswissenschaft begann er seine juristische Laufbahn 1969 als Referendar am Amtsgericht Erding. Von 1986 bis Ende 2008 arbeitete er für die Fischer’s Wohltätigkeitsstiftung, anfangs als kommissarischer Vorsitzender, dann als Vorsitzender. Ab 1991 auch als Geschäftsführer der Fischer’s Stiftungs Verwaltungs GmbH. Danach arbeitete er als Rechtsanwalt in einer Erdinger Kanzlei.
Erste politische Mandate übernahm er 1972 im Gemeinderat von Altenerding und im Kreistag des Landkreises Erding. Nach seinem Umzug nach Wartenberg wurde er 1978 Mitglied des dortigen Marktgemeinderates, dem er bis 2008 angehörte. Am 8. Mai 1978 wurde er hinter Hans Zehetmair zum stellvertretenden Landrat gewählt. Als Zehetmair 1986 zum bayerischen Kultusminister ernannt wurde, übernahm Dreier von Oktober 1986 bis Februar 1987 die Amtsgeschäfte. Bis 2002 war er Stellvertreter des neu gewählten Landrats Xaver Bauer.

## Ehrungen
- 1995: Verdienstkreuz am Bande der Bundesrepublik Deutschland
- 1998: Medaille für besondere Verdienste um die kommunale Selbstverwaltung in Bronze
- Dr.-Johann-Christian-Eberle-Medaille